# Азаново (Тверская область)
Аза́ново — деревня в Селижаровском районе Тверской области. Входит в состав Дмитровского сельского поселения.
Расположена к югу от районного центра Селижарово — 70 километров по автодороге через Дмитрово и Большое Кашино. Находится на Валдайской возвышенности на высоте 313 метров над уровнем моря.

## Население
| 1859 | 1883 | 2002 | 2010 |
| ---- | ---- | ---- | ---- |
| 52   | ↘40  | ↘2   | ↘1   |

## История
По данным 1859 года в Ржевском уезде в 72 верстах от уездного центра — село Покров (Азанов), православная церковь, 9 дворов, 52 жителя. Оно входило в состав имения, приписанного к странноприимному дому графа Шереметьева в Москве (то есть дом содержался на доходы от этого имения).
Во второй половине XIX — начале XX века село Покров-Озаново центр прихода Пыжевской волости Ржевского уезда. В 1914 году в селе 10 дворов, 54 жителя.
В 1940 году село центр Азановского сельсовета в составе Молодотудского района Калининской области.
В 1997 году в деревне Азаново Кашинского сельского округа Селижаровского района 4 хозяйства, 4 жителя.